# Aiguille de Triolet
Aiguille de Triolet (3870 m n. m.) je hora v Montblanském masivu na francouzsko-italské státní hranici. Francouzská část se nachází na území obce Chamonix v departementu Horní Savojsko, italská část na území obce Courmayeur v oblasti Údolí Aosty. Hora leží v hraničním hřebeni orientovaném ve směru severovýchod-jihozápad. Na severovýchodě pokračuje hřeben k vrcholu Mont Dolent (3820 m), na jihozápadě pokračuje přes vrcholy Aiguille de Talèfre (3730 m) a Aiguille de Leschaux (3759 m) k masivu Grandes Jorasses (4208 m). Severozápadním směrem vybíhá z hory boční hřeben směřující přes vrcholy Les Courtes (3856 m) a Les Droites (4000 m) k hoře Aiguille Verte (4121 m). Jihovýchodním směrem vybíhá krátký hřeben Monts Rouges de Triolet. Po severních svazích Aiguille de Triolet stéká ledovec d'Argentière, po východních Glacier de Pré de Bar, po jižních Glacier de Triolet a po západních Glacier de Talèfre.
Jako první vystoupili na vrchol 26. srpna 1874 J. A. G. Marshall, U. Almer a J. Fischer. Dnes vede nejsnazší výstupová trasa na vrchol přes ledovec Glacier de Pré de Bar a sedlo Col de Triolet (obtížnost PD, III).